# Carlton H. Hayes
Carlton Joseph Huntley Hayes, född 1882 i Afton, New York, död där den 3 september 1964, var en amerikansk historiker, lärare, professor 1919. Han var katolik och tog under spanska inbördeskriget ställning för Franco; var under 1942-45 amerikansk ambassadör i Spanien, där hans övergripande arbete gick ut på att förmå Spanien att inte stödja axelmakterna. 

## Nationalismforskning
Carlton Hayes verk The Historical Evolution of Modern Nationalism utkom 1931. Han räknas som den första brett erkände nationalismhistorikern, och som en pionjär i genren såg han nationalismen först som en produkt av en intellektuell tradition. Från dess upprinnelse i 1700-talets upplysning menade han att nationstanken förts vidare genom ett antal centrala västerländska tänkare till en samtida nationalism som i vissa nationalstater urartat till aggressiv protektionism, chauvinism och - i sin ytterlighet - fascism. Hayes historiska analys är uppenbart skriven som en väckelse- och varningsskrift mot dessa negativa tendenser. 
Syftet med analysen i The Historical Evolution of Modern Nationalism var dock att ge en bredare och mer pluralistisk tolkning av nationstanken som fenomen. Hayes tar här avstamp i den antika världen, där by, släkt- och stamtanken delade in människor i "vi" och "dom" - en samhällsideologi som i Hayes analys är närmast identisk med det moderna nationalistiska tillståndet. Efter det följer medeltid, kristendomens segertåg och den katolska kyrkans kosmopolitiska samhällsmodell. 1500-talet ställs som en vattendelare med politiserad protestantism och begynnande uppbrott från feodalsamhälle till nationalstater. Först under 1700-talet identifierar Hayes uppkomsten av nationalistisk filosofi, vilken främst kännetecknas av att folksuveräniteten är fullt ut implementerad i samhällssystemet. Hayes talar om upplysningsprojektets dubbla poler mellan dels ett anspråk på kosmopolitiskt universell människo- och samhällsanalys, och dels ett hävdande av särskiljande national-kulturella idéer. Detta ger upphov till en inledningsvis tolerant - humanistisk - nationalism, vars bredd Hayes exemplifierar med exempel från engelsmannen Bolingbroke, fransmannen Rousseau och tysken Herder. 
Denna första typ av nationalism följs av flera: jakobinsk, traditionell, liberal och integrerad - varje stadium representerat av sina karakteristiska tänkare. Stadierna motsvarar en utveckling inom det nationalistiska tänkandet i så mån att de alla utgjorde en motreaktion på det närmast föregående. Men Hayes försöker inte hävda en framstegshistoria. Den senaste nationalismen, den integrativa, är till sin natur aggressivt protektionistisk, militant och främlingsfientlig. Det är i denna tidsanda Hayes själv befinner sig, och han tolkar på ett generellt plan tendenserna som en återgång till det despotiska samhällstillstånd som rådde innan upplysningens och revolutionernas dagar. I samtidens mer eller mindre offentliga diktaturer spårar han även en draksådd från 1800-talets positivism och materialism, och från den humanistiska nationalismens exklusiva och intoleranta tänkande. 
Hayes analys utmynnar i förhoppningar om att det amerikanska samhället skall ta till sig och problematisera sin egen nationalism och protektionism. Att hans bok baserades på föreläsningar från World Unity Institute i Massachusetts och seminariesamtal med studenter vid Columbia University, förklarar riktningen i denna önskan. I Hayes ögon var det den intellektuella medelklassen som förmedlade det nationella tänkandet i Europa, och som en konsekvens av det ville han påverka detta samhällsskikt i en annan riktning. Om det nationella tänkandet hade uppstått under loppet av några decennier skulle rimligtvis en motsatt tendens kunna etableras inom samma framtida tidsrymd. Nationalism är inte mer naturligt än imperialism eller stamtänkande. Därför blir frågan om den onda eller goda nationalismen för Hayes en fråga om ett intellektuellt ansvar bland makthavare, och i förlängningen en fråga om information och upplysning.
År 1926 publicerade han Essays on Nationalism som ett särstudium över den form av militant nationalism som hade uppstått i samband med första världskriget.